# Майкл Чопра
Рокі Майкл Чопра (англ. Rocky Michael Chopra; нар. 23 грудня 1983, Ньюкасл-апон-Тайн, Англія) — англійський футболіст, нападник «Вест Аллотмент Селтік».
Вихованець молодіжної академії «Ньюкасл Юнайтед», у футболці якого провів клубі шість років. Майклу так і не вдалося закріпитися в першій команді, натомість виступав в орендах за «Вотфорд», «Ноттінгем Форест» і «Барнслі». У червні 2006 року за 500 000 фунтів стерлінгів проданий у «Кардіфф Сіті», де за свої виступи в сезоні 2006/07 років до символічної Команди року за версією ПФА. У липні 2007 року за 5 мільйонів фунтів стерлінгів перейшов до клубу Прем’єр-ліги «Сандерленд», а потім повернувся в оренду до «Кардіффа», який у липні 2009 року за 3 мільйони фунтів стерлінгів викупив гравця. У сезоні 2009/10 років знову потрапив до Команди року за версією ПФА, а в червні 2011 року за 1 мільйон фунтів стерлінгів проданий в «Іпсвіч Таун». У липні 2013 року вільним агентом приєднався до «Блекпула», а напередодні старту першого розіграшу індійської Суперліги сезону 2014 року перейшов до «Керала Бластерс». У березні 2015 року підписав контракт з клубом шотландського Прем'єршипу «Аллоа Атлетік», в якому протягом року. У березні 2016 року залишив клуб. Повернувся до Індії, де знову грав за «Керала Бластерс», після чого завершив футбольну кар'єру. Станом на 2022 рік відновив футбольну кар'єру, виступав за «Вест Аллотмент Селтік».
Представляв Англію в юнацьких футбольних збірних U-16, U-17, U-19 і U-20. У 2006 році відзначився найшвидшим голом після виходу на заміну в історії Прем'єр-ліги, до взяття воріт пробув на полі 15 секунд. Залежність від азартних ігор змусила його потрапити в великі борги, через що йому довелося звернутися за професійною допомогою, щоб подолати свою залежність.

## Клубна кар'єра

### «Ньюкасл Юнайтед»
Народився в Ньюкасл-апон-Тайні. Навчався в середній школі Госфорта в Ньюкаслі. Завдяки гольовій результативності у вище вказаній команді, а потім і в клубі «Монтегю Бойз», у липні 1993 року отримав запрошення до академії «Ньюкасл Юнайтед». У жовтні 2002 року в матчі Прем'єр-ліги проти «Чарльтон Атлетіка» вперше потрапив до заявки першої команди, а 30 жовтня підписав трирічний контракт з клубом.
На професіональному рівні дебютував 6 листопада, на Сент-Джеймс Парк в матчі Кубку Ліги проти «Евертона». Майкл вийшов на заміну Ломану ЛуаЛуа, не реалізував свій удар в серії післяматчевих пенальті, й таким чином відправив «Евертон» до 1/8 фіналу. У грудні 2002 року в поєдинку проти «Барселони» дебютував у Лізі чемпіонів УЄФА. Чопра на останніх хвилинах матчу вийшовши замість ЛуаЛуа, але «Ньюкасл» зазнав поразки з рахунком 1:3.
Після цього зіграв ще один матч за клуб, проти «Баєра 04», а 25 березня 2003 року відданий в оренду на п'ять матчів клубу другого дивізіону «Вотфорд». Під час короткотермінової оренди відзначився 5-ма голами в 5-ти матчах, у тому числі 4-ма голами у воротах «Бернлі». Залишавс за спиною Алана Ширера, Крейга Белламі, Шоли Амеобі та ЛуаЛуа в першу чергу, але головний тренер «Вотфорда» Рей Льюїнгтон висловив бажання продовжити оренду гравця на наступний сезон. Він зазначив, що Майкл Чопра «пережив досвід, у який він не повірив би місяць тому, коли грав у півфіналі Кубку Англії». 11 травня 2003 року дебютував у Прем'єр-лізі в нічийному (1:1) поєдинку проти «Вест-Бромвіч Альбіон», в якому знову замінив ЛуаЛуа, за вісім хвилин до фінального свистка. У вересні того ж року ВВС повідомила, що в його підписанні зацікавлений індійський клуб «Мохун Баган».
У лютому 2004 року, незважаючи на безгольову серію гравця в сезоні 2003/04 років, «Ньюкасл» віддав Майкла в оренду «Ноттінгем Форест» на місяць. Зіграв 11 матчів та не відзначився жодним голом. На початку сезону 2004/05 років орендований на місяць (у серпні) клубу Першої ліги «Барнслі». Дебютував за нову команду в поєдинку проти «Галл Сіті», а першим голом відзначився за «Барнслі» в нічийному (1:1) поєдинку проти «Гартлпул Юнайтед» на Вікторія Парк. Загалом відзначився п'ятьма голами і в листопаді клуб продовжив оренду до кінця сезону. Протягом решти сезону Майкл Чопра відзначився 12-ма голами — включаючи два хет-трики, проти «Пітерборо Юнайтед» та «Гаддерсфілд Таун». Новий головний тренер «Барнслі» Енді Рітчі мав намір підписати Чопру влітку, щоб утворити атакувальний тандем з Полом Гейсом, але йому цього не вдалося.
Сезон 2005/06 років розпочав у першій команді «Ньюкасла», відзначився своїм першим голом за «Ньюкасл» 17 липня у переможному (3:1) виїзному поєдинку Кубку Інтертото зі словацькою «Дубницею». Майкл зіграв вдруге за «Ньюкасл» й відкрив рахунок на четвертій хвилині матчу. У матчі-відповіді отримав струс мозку, а Sky Sports повідомляє, що він пропустить наступну гру проти іспанського «Депортіво» (Ла-Корунья). Тим не менш, зіграв у тому матчі, де «замкнув простріл Шарля Н'Зогбії на дальній штанзі». У дербі «Тайн-Вір» проти «Сандерленда» 17 квітня 2006 року відзначився своїм єдиним голом у Прем’єр-лізі, причому найшвидшому, забив через п’ятнадцять секунд після виходу на поле. У тому ж сезоні пошкодив зв'язки коліна, що, за його словами, було «найгіршою травмою», яку він коли-небудь отримував. 

### «Кардіфф Сіті»
Розчарувавшись через свою неможливість закріпитися в «Ньюкаслі», за 500 000 фунтів стерлінгів в червні 2006 року перейшов у «Кардіфф Сіті». У своєму рішенні покинути Ньюкасл Чопра заявив, що продемонстрував лояльність клубу і висловив побажання отримати таку ж лояльність від клубу. Він також додав, що хотів би повернутися до «Ньюкасла» в майбутньому. Протягом сезону відзначився 22-ма голами в 44 матчах. Допоміг клубу залишатися лідером Чемпіоншипу протягом вересня, завдяки чому отримав титул найкращого гравця Чемпіоншипу у вересні. Він також був представлений у команді сезону ПФА (щорічна нагорода, яка присуджується групі з 44 футболістів у чотирьох найвищих дивізіонах англійського футболу).

### «Сандерленд»

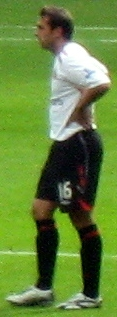
Майкл Чопра під час виступів за «Сандерленд» у 2007 році

У липні 2007 року за 5 мільйонів фунтів стерлінгів перейшов до новачка Прем’єр-ліги «Сандерленд», з яким підписав 4-річний контракт. Його походження з «Джорді» та висока ціна викликали хвилювання серед деяких уболівальників «Сандерленда». Своїм першим голом за «чорних котів» відзначився у дебютному для себе поєдинку першого туру сезону 2007/08 років на «Стедіум оф Лайт», Майкл вийшов на заміну наприкінці другого тайму та відзначився переможним голом у воротах «Тоттенгем Готспур» у компенсований час. Відзначився голом у наступній грі з «Бірмінгем Сіті», але потім провів 15 матчів без голів, перш ніж 23 грудня реалізував пенальті в ворота «Редінгу». Відзщначився єдиним голом на Вілла Парк у переможному (1:0) поєдинку проти «Астон Вілли», а своїм шостим і останнім голом у вище вказаному сезоні відзначився в переможному (3:2) поєдинку Тіс-Вірського дербі проти «Мідлсбро», завдяки чому став другим найкращим бомбардиром клубу в сезоні (після Кенвайна Джонса). Пропустив перші матчі через «особисті проблеми», 20 вересня відзначився двома голами у своїй другій грі сезону 2008/09, в якому «Сандерленд» переміг «Мідлсбро» з рахунком 2:0.
З приходом Джибріля Сіссе та Ель-Хаджі Діуфа, Чопра зрозумів, що його ігровий час обмежений. Тому в листопаді повернувся у 2-місячну оренду до «Кардіфф Сіті». Майкл дебютував за «старий-новий» клуб в програному (0:1) поєдинку проти «Квінз Парк Рейнджерс», у якому відіграв всі дев’яносто хвилин. У наступному матчі проти «Крістал Пелас» відзначився своїм першим голом. Чопра на 31-й хвилині реалізував пенальті, а «Кардіфф» виграв матч з рахунком 2:1. За цей період відзначився 5-ма голами, після чого новий головний тренер «Сандерленда» Рікі Сбрагія відкликав нападника з оренди й повернув у команду, а The Guardian написала, що він «зрадів» можливості повернутися в команду. У лютому 2009 року Майкл повернувся в оренду до «Кардіффа» до завершення сезону, а наприкінці сезону відбувся повноцінний перехід гравця. Голова правління «Кардіффа» Пітер Рідсдейл сказав, що Чопра «в розпачі» щодо трансферу. Під час своєї другої оренди в клубі відзначився 4-ма голами.

### Повернення в «Кардіфф»
|              | «Майкл Чопра у вогні, він уже забив сім голів, і він показав, що забиватиме голи, якщо отримає подачу». |
| — Дейв Джонс | |

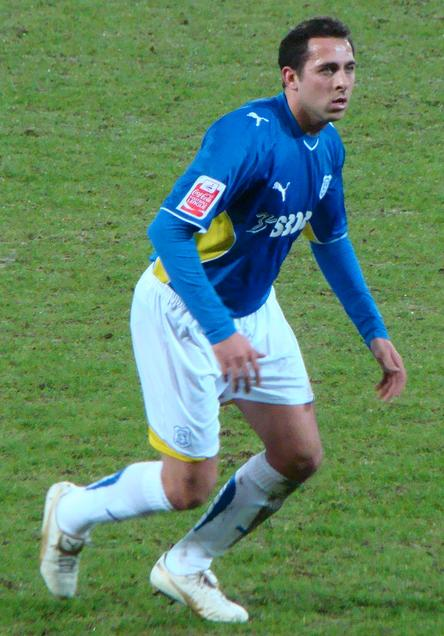
Майкл Чопра під час гри за «Кардіфф Сіті» у 2010 році

Майкл Чопра завершив повноцінний перехід 1 липня, після відкриття трансферного вікна, сума відступних за гравця склала 3 мільйони фунтів стерлінгів. Перехід побив трансферний рекорд клубу, який раніше належав підписанню у 2001 році Пітера Торна зі «Сток Сіті» за 1,75 мільйона фунтів стерлінгів. Під час вого дебюту відзначився й першими голами за команду, відзначився першим і третім голом в переможному (4:0) домашньому поєдинку проти «Сканторп Юнайтед». Майкл Чопра відзначався голами у поєдинках проти «Блекпула», «Плімут Аргайла», «Бристоль Сіті» та «Бристоль Роверз». На післяматчевому інтерв'ю менеджер Дейв Джонс прокоментував: «Чопра у вогні, він уже забив сім голів, і він показав, що заб’є голи, якщо отримає підтримку». Закінчив сезон із 21 голом, включаючи чотири голи у воротах «Дербі Каунті». Також вдруге був включений до Команди року за версією ПФА.
Після завершення сезону Goal.com повідомив, що «Іпсвіч Таун» подав пропозицію на 3 мільйони фунтів стерлінгів, щоб викупити Майкла Чопру. Хоча його вартість збільшилася, продовжив виступати й наступного сезону в «Кардіфф Сіті». 23 квітня 2011 року отримав травму підколінного сухожилля під час матчу проти «Барнслі», через що пропустив матчі 10-12 турів. Заява, опублікована клубом, підтвердила це пошкодження, припускаючи, що їм доведеться закінчити сезон без нападника. Однак він повернувся до обох матчів плей-оф Чемпіоншипу проти «Редінга». У матчі-відповіді Майкл був близький до того, щоб забити, але його удар відбив капітан Редінга Метт Міллз. 

### «Іпсвіч Таун»
10 червня 2011 року уклав трирічну угоду з «Іпсвіч Таун» за нерозкриту суму, яка, за повідомленнями East Anglian Daily Times, становила 1,5 мільйона фунтів стерлінгів. Головний тренер Пол Джюелл розповів, що Майкл став тим гравцем, якого шукав клуб. Після підписання Чопра сказав, що він голодний до голів. Розпочав свої виступи в «Іпсвічі», відзначився двома голами у своєму дебютному матчі проти «Бристоль Сіті». Також відзначився по голу в кожному з двох матчів проти свого колишнього клубу «Кардіфф Сіті». Завершив сезон з 14-ма голами найкращим бомбардиром клубу. Однак провів невдалий наступний сезон, забив п'ять м'ячів разів у тридцяти шести поєдинках. Незадоволений його грою, головний тренер Мік Маккарті сказав, що гавець надалі не входить у його плани й може шукати інший клуб. Тим не менш, відзначився переможним голом на останніх хвилинах матчу проти «Вотфорда». Хоча він не реалізував декілька моментів протягом матчу, все ж на останній хвилині зустрічі замкнув низовий простріл від Карлоса Едвардса.

### «Блекпул»
Хоча він був близький до підписання контракту з «Барнслі», у липні 2013 року перейшов у Блекпул. Wales Online писав, що Майкл приєднався до клубу, щоб відновити «гольове чуття». Він сказав, що перехід у «Блекпул» став для нього новим викликом. Він також висловив упевненість в гольовій результативності, грав разом з двома вінгерами – Томом Інсом і Меттом Філліпсом. У січні наступного року його оштрафували за твіт, в якому критикував розклад тренувань клубу. За час перебування в команді провів 20 матчів, але в жодному з них голами не відзначався.

### «Керала Бластерс»
У серпні 2014 року Чопра підтвердив свою участь в першому сезоні індійської Суперліги. Він сказав, що для нього велика честь бути «причетним до цієї нової ери». Він був задрафтований командою «Керала Бластерс», якою керував Девід Джеймс. В інтерв'ю він зазначив, що для нього велика честь «грати за команду, яка належить Сачину Тендулкару». Дебютував за нову команду в програному (0:1) поєдинку проти ФК «Норт-Іст Юнайтед», в якому вийшовши на заміну. The Times of India зазначила, що нападник «виглядав гостро». Проте на тривалий період часу в Індії не затримався через травму, яку отримав під час передматчевого тренування проти «Атлетіко» (Колката). інформаційний портал Goal.com розкритикував його за низький «рівень фізичної підготовки» і написав, що він ніколи «не справляв враження на змаганнях і не зміг влучити у ворота». Тим не менш, відіграв 120 хвилин у півфіналі проти «Ченнаїн», а також розпочав фінал у матчі проти «Колкатану», де виконав два удари по воротах. Завершив сезон з 9-ма зіграними матчами, в яких не відзначився жодним голом.
Згадуючи про свої виступи в першому розіграші індійської Суперліги, Чопра визнав, що турнір виявився набагато інтенсивгішим і конкурентнішим, ніж він очікував. Він сказав: «Я думаю, що було кілька речей, які пішли не так; я недооцінив ІСЛ. Я думав, що це буде легше, ніж було, а потім отримав травму підколінного сухожилля перед сезоном, яка відкинула мене назад».

### «Аллоа Атлетік»
17 березня 2015 року підписав контракт до завершення сезону з представником шотландського Чемпіоншипу «Аллоа Атлетік». Саме в цей день дебютував за нову команду у матчі проти «Рейнджерс». 2 травня 2015 року відзначився своїм першим голом за «Аллоа», пробив з шести ярдів у матчі чемпіонату проти «Ковденбіта». Чотири дні по тому відзначився своїм другим голом за клуб, відкривши рахунок у переможному (2:0) матчі у плей-оф на виліт проти «Бріхін Сіті». У березні 2016 року, рівно через рік після того, як підписав контракт з клубом, травмувався й отримав статус вільного агента.

### Повернення до «Керала Бластерс»
7 серпня 2016 року підписав контрактз «Керала Бластерс» після того, як команда не змогла за собою зберегти місце 2-му розіграші індійської Суперліги.
Щоб показати, що його схильна до травм щиколотка витримає важкі умови чемпіонату та не вплине на спроби клубу відновитися після невдалого результату в попередньому сезоні, тому Майкл провів тритижневі тренування з командою Шріваджанс з Пуни, перш ніж приєднатися до «Бластерс».
14 жовтня 2016 року відзначився першим голом за «Керала Бластерс» у переможному (1:0) домашньому матчі проти «Мумбаї Сіті».

### «Вест Аллотмент Селтік»
27 червня 2022 року підписав контракт із командою «Вест Аллотмент Селтік» з Першого дивізіону Північної ліги.

## Клубна кар'єра
Чопра представляв Англію в юнацьких збірних U-16, U-17, U-19 і U-20. Грав на юнацькому чемпіонаті Європи (U-16) 2000 року та юнацькому чемпіонаті Європи (U-19) 2002 року.
Народився та виріс в Англії, але завдяки походженню батька на міжнародному рівні мав право грати за Індію. У листопаді 2010 року розпочав переговори про отримання індійського паспорта, щоб представляти Індію на Кубку Азії 2011 року. Однак без індійського паспорта та відмови індійського уряду змінити свою позицію щодо подвійного громадянства Майкл не може грати за Індію, попередньо не відмовившись від свого британського громадянства. У серпні 2014 року заявив, що хоче грати за Індію на міжнародному рівні, і готовий для цього відмовитися від свого британського громадянства.

## Кар'єра тренера
Завершив футбольну кар'єру 2016 року, після чого продовжив працювати футбольним агентом в Амстердамі. У липні 2017 року повідомлялося, що Чопра записався на тренерський курси при ВФФ для отримання ліцензії категорії D.

## Особисте життя
у жовтні 2007 року з'явився в журналі OK!, щоб оголосити, що він заручився з Хізер Свон і що вони чекають на первістка. 15 лютого 2008 року у них народився хлопчика вагою 6 фунтів 10 унцій, Себастьяна Рокко Томаса Чопра. У липні повідомлялося, що пара розлучилася лише через кілька тижнів після весілля, на яке вони витратили 250 000 фунтів стерлінгів, але згодом пара помирилися, оскільки дружина пообіцяла «стояти за нього», коли він потрапив у реабілітаційний центр від своєї залежності від азартних ігор, яка включала утримання в Sporting Chance Clinic. У вересні 2008 року у відповідь на дзвінок про домашнє насильство додому до Майкла викликали поліцію. У 2009 році дружина Майкла на сторінках Facebook повідомила, що залишає чоловіка. У жовтні 2011 року знову потрапив до тієї ж клініки на три тижні. У грудні 2011 року «Іпсвіч Таун» видав Чопрі кредит у розмірі 250 000 фунтів стерлінгів, щоб допомогти виплатити борги за азартні ігри.
У грудні 2011 року Майкл та його батько брали участь у судовому процесі щодо кокаїну в королівському суді Ньюкасла-апон-Тайн. 4 жовтня 2012 року став одним із трьох футболістів у групі, звинуваченій Британським управлінням з кінних перегонів (BHA) під час розслідування «підозрілої букмекерської діяльності». Звинувачення стосувалися коней, які програють на біржах ставок. 25 січня 2013 року визнаний винним у цьому злочині та отримав 10-річну заборону на участь у перегонах під егідою BHA. У 2014 році отримав серйозні проблеми «Блекпулом» після нецензурної лайки у соціальній мережі Твіттері зі скаргами на тренуванльний процес.
У 2020 році Чопра брав участь у консорціумі, який намагався придбати «Ньюкасл Юнайтед» разом із іншим колишнім нападником «Сорок» Аланом Ширером.

## Статистика виступів

### Клубна
| Клуб                        | Сезон             | Ліга                 | Ліга  | Ліга | Нац. кубок | Нац. кубок | Кубок ліги | Кубок ліги | Конт. кубок | Конт. кубок | Інші  | Інші | Загалом | Загалом |
| Клуб                        | Сезон             | Дивізіон             | Матчі | Голи | Матчі      | Голи       | Матчі      | Голи       | Матчі       | Голи        | Матчі | Голи | Матчі   | Голи    |
| --------------------------- | ----------------- | -------------------- | ----- | ---- | ---------- | ---------- | ---------- | ---------- | ----------- | ----------- | ----- | ---- | ------- | ------- |
| «Ньюкасл Юнайтед»           | 2002–03           | Прем'єр-ліга         | 1     | 0    | 0          | 0          | 1          | 0          | 2           | 0           | —     | —    | 4       | 0       |
| «Ньюкасл Юнайтед»           | 2003–04           | Прем'єр-ліга         | 6     | 0    | 0          | 0          | 0          | 0          | —           | —           | —     | —    | 6       | 0       |
| «Ньюкасл Юнайтед»           | 2004–05           | Прем'єр-ліга         | 1     | 0    | 0          | 0          | 0          | 0          | —           | —           | —     | —    | 1       | 0       |
| «Ньюкасл Юнайтед»           | 2005–06           | Прем'єр-ліга         | 13    | 1    | 2          | 1          | 2          | 0          | 3           | 1           | —     | —    | 20      | 3       |
| «Ньюкасл Юнайтед»           | Загалом           | Загалом              | 21    | 1    | 2          | 1          | 3          | 0          | 5           | 1           | —     | —    | 31      | 3       |
| «Вотфорд» (оренда)          | 2002–03           | Перший дивізіон      | 5     | 5    | 1          | 0          | 0          | 0          | —           | —           | —     | —    | 6       | 5       |
| «Ноттінгем Форест» (оренда) | 2003–04           | Перший дивізіон      | 5     | 0    | 0          | 0          | 0          | 0          | —           | —           | —     | —    | 5       | 0       |
| «Барнслі» (оренда)          | 2004–05           | Перша ліга           | 39    | 17   | 1          | 0          | 1          | 0          | —           | —           | 1     | 0    | 42      | 17      |
| «Кардіфф Сіті»              | 2006–07           | Чемпіоншип           | 42    | 22   | 2          | 0          | 0          | 0          | —           | —           | —     | —    | 44      | 22      |
| «Сандерленд»                | 2007–08           | Прем'єр-ліга         | 33    | 6    | 0          | 0          | 1          | 0          | —           | —           | —     | —    | 34      | 6       |
| «Сандерленд»                | 2008–09           | Прем'єр-ліга         | 6     | 2    | 1          | 0          | 1          | 0          | —           | —           | —     | —    | 8       | 2       |
| «Сандерленд»                | Загалом           | Загалом              | 39    | 8    | 1          | 0          | 2          | 0          | —           | —           | —     | —    | 42      | 8       |
| «Кардіфф Сіті» (оренда)     | 2008–09           | Чемпіоншип           | 27    | 9    | 0          | 0          | 0          | 0          | —           | —           | —     | —    | 27      | 9       |
| «Кардіфф Сіті»              | 2009–10           | Чемпіоншип           | 41    | 16   | 4          | 2          | 3          | 1          | —           | —           | 3     | 2    | 51      | 21      |
| «Кардіфф Сіті»              | 2010–11           | Чемпіоншип           | 32    | 9    | 2          | 1          | 1          | 1          | —           | —           | 2     | 0    | 37      | 11      |
| «Кардіфф Сіті»              | Загалом           | Загалом              | 73    | 25   | 6          | 3          | 4          | 2          | —           | —           | 5     | 2    | 188     | 32      |
| «Іпсвіч Таун»               | 2011–12           | Чемпіоншип           | 45    | 14   | 1          | 0          | 0          | 0          | —           | —           | —     | —    | 46      | 14      |
| «Іпсвіч Таун»               | 2012–13           | Чемпіоншип           | 33    | 4    | 1          | 1          | 2          | 0          | —           | —           | —     | —    | 36      | 5       |
| «Іпсвіч Таун»               | Загалом           | Загалом              | 78    | 18   | 2          | 1          | 2          | 0          | —           | —           | —     | —    | 82      | 19      |
| «Блекпул»                   | 2013–14           | Чемпіоншип           | 18    | 0    | 1          | 0          | 1          | 0          | —           | —           | —     | —    | 20      | 0       |
| «Керала Бластерс»           | 2014              | Індійська Суперліга  | 9     | 0    | —          | —          | —          | —          | —           | —           | —     | —    | 9       | 0       |
| «Аллоа Атлетік»             | 2014–15           | Чемпіоншип Шотландії | 8     | 1    | —          | —          | —          | —          | —           | —           | 5     | 2    | 13      | 3       |
| «Аллоа Атлетік»             | 2015–16           | Чемпіоншип Шотландії | 15    | 1    | 1          | 0          | 0          | 0          | —           | —           | 1     | 0    | 17      | 1       |
| «Аллоа Атлетік»             | Загалом           | Загалом              | 23    | 2    | 1          | 0          | 0          | 0          | —           | —           | 6     | 2    | 30      | 4       |
| «Керала Бластерс»           | 2016              | Індійська Суперліга  | 10    | 1    | —          | —          | —          | —          | —           | —           | —     | —    | 10      | 1       |
| Усього за кар'єру           | Усього за кар'єру | Усього за кар'єру    | 389   | 108  | 18         | 5          | 13         | 2          | 5           | 1           | 12    | 4    | 434     | 119     |

1. ↑  Матчі в Лізі чемпіонів УЄФА
2. ↑  Матчі в Кубку Інтертото
3. ↑  Матчі в Трофеї Футбольної ліги
4. 1 2  Матчі в плей-оф за Підвищення

## Досягнення
Особисті
- Найкращий гравець місяця в Чеміошипі за версією АФЛ: вересень 2006[95]
- Найкращий гравець сезону в «Кардіфф Сіті» (1): 2006/07
- Команда року за версією ПФА (2): Чемпіоншип 2006/07[96], Чемпіоншип 2009/10[97]